# Koenraad I van Luxemburg
Koenraad I van Luxemburg (ca. 1040 - 8 augustus 1086) was, als opvolger van zijn vader Giselbert, graaf van Luxemburg van 1059 tot 1086.
Koenraad werd in 1059 graaf van Luxemburg, voogd van de Sint-Maximinusabdij te Trier, de Abdij van Echternach en van de dubbelabdij Stavelot-Malmedy. Direct kwam hij in conflict over de Sint-Maximinusabdij met bisschop Eberhard van Trier en nam hem gevangen. Als straf werd hij door de paus in de ban gedaan. Op 6 juli 1063 stichtte Koenraad de benedictijner Altmünster abdij te Luxemburg en begiftigde de abdij met boerderijen, visrechten, bos en een molen. In 1070 stichtte hij de abdij van Orval, samen met Arnold I van Loon. In 1085 ging Koenraad met zijn broers op pelgrimstocht naar het Heilige Land, als tegenprestatie voor het opheffen van de excommunicatie. Koenraad stierf op de terugreis, in Palestina of in Italië. Hij werd begraven in de Altmünster abdij te Luxemburg. Koenraad was een trouw bondgenoot van keizer Hendrik IV.

## Huwelijk en kinderen
Traditioneel wordt Clementia van Poitiers, dochter van Willem VII van Aquitanië, als echtgenote van Koenraad gezien. Hiervoor zijn echter alleen enkele vage aanwijzingen:
- er is een eigentijdse oorkonde waaruit geconcludeerd zou kunnen worden dat de vrouw van Koenraad uit Poitou komt;
- de vrouw van Koenraad was vrouwe van Longwy, en dat bezit zou ze via haar vermoedelijke moeder Ermesinde van Lotharingen kunnen hebben verworven;
- de vrouw van Koenraad wordt Clementia genoemd.

Maar omdat Clementia gezien de geboortedatum van haar dochter niet later dan circa 1045 kan zijn geboren en pas in 1142 overleed, zou ze wel heel erg oud zijn geworden. Er is dan ook een theorie dat Koenraad twee vrouwen zou hebben gehad:
1. vermoedelijk Ermesinde van Lotharingen, die dan dus niet de vrouw van Willem VII van Aquitanië was, vrouwe van Longwy;
2. Clementia van Gleiberg, die als vrouw van Koenraad wordt vermeld.

Aan de andere kant hoeft de vermelding van Clementia als vrouwe van Gleiberg niet in strijd te zijn met een mogelijke Aquitaanse afkomst: als Gleiberg al Luxemburgs bezit was ten tijd van haar huwelijk, kan dit haar huwelijksgift zijn geweest.
Clementia (van Gleiberg) zou zijn hertrouwd met Gerard I van Gelre. De authenticiteit van de akte waarin dit wordt vermeld, is echter onderwerp van fel debat.
Koenraad en zijn vrouw(en) kregen de volgende kinderen:
- Mathilde (geb. ca. 1060), gehuwd met Godfried van de Bliesgau
- Hendrik
- Rudolf († 1099), abt van Saint-Vannes te Verdun (van 1075 tot zijn dood) en van de Altmünster te Luxemburg, vanaf de stichting van die abdij
- Koenraad
- Ermesinde
- Willem
- Adalbero († Antiochië, 1098), aartsdeken van Metz, nam deel aan de eerste kruistocht en werd tijdens het beleg van Antiochië overvallen toen hij met een edelvrouwe aan het dobbelen was. Adalbero werd gedood en de dame werd meegevoerd in de stad. Hun hoofden werden met een katapult teruggeschoten.

## Trivia
Hij was de eerste van wie men met zekerheid weet dat hij de titel van graaf van Luxemburg droeg. Dat feit wordt vermeld op een document dat dateert van 6 juli 1083. Vanwege dit gegeven wordt hij door sommigen ook wel als eerste graaf van Luxemburg gezien.

## Voorouders
| Voorouders van Koenraad I van Luxemburg | Voorouders van Koenraad I van Luxemburg                                               | Voorouders van Koenraad I van Luxemburg                                               | Voorouders van Koenraad I van Luxemburg                                               | Voorouders van Koenraad I van Luxemburg                                               | Voorouders van Koenraad I van Luxemburg     | Voorouders van Koenraad I van Luxemburg     | Voorouders van Koenraad I van Luxemburg     | Voorouders van Koenraad I van Luxemburg     |
| --------------------------------------- | ------------------------------------------------------------------------------------- | ------------------------------------------------------------------------------------- | ------------------------------------------------------------------------------------- | ------------------------------------------------------------------------------------- | ------------------------------------------- | ------------------------------------------- | ------------------------------------------- | ------------------------------------------- |
| Overgrootouders                         | Siegfried van Luxemburg (922-998) ∞ 950 Hedwig van Nordgau (937-993)                  | Siegfried van Luxemburg (922-998) ∞ 950 Hedwig van Nordgau (937-993)                  | Herbert van de Wetterau (930-992) ∞ Avalgau (957-1020)                                | Herbert van de Wetterau (930-992) ∞ Avalgau (957-1020)                                | ? (-) ∞ ? (-)                               | ? (-) ∞ ? (-)                               | ? (-) ∞ ? (-)                               | ? (-) ∞ ? (-)                               |
| Grootouders                             | Frederik van Luxemburg (1007-1059) ∞ 995 Irmtrud van de Wetterau (ca. 978 - ca. 1020) | Frederik van Luxemburg (1007-1059) ∞ 995 Irmtrud van de Wetterau (ca. 978 - ca. 1020) | Frederik van Luxemburg (1007-1059) ∞ 995 Irmtrud van de Wetterau (ca. 978 - ca. 1020) | Frederik van Luxemburg (1007-1059) ∞ 995 Irmtrud van de Wetterau (ca. 978 - ca. 1020) | ? (-) ∞ ? (-)                               | ? (-) ∞ ? (-)                               | ? (-) ∞ ? (-)                               | ? (-) ∞ ? (-)                               |
| Ouders                                  | Giselbert van Luxemburg (1007-1059) ∞ ? (-)                                           | Giselbert van Luxemburg (1007-1059) ∞ ? (-)                                           | Giselbert van Luxemburg (1007-1059) ∞ ? (-)                                           | Giselbert van Luxemburg (1007-1059) ∞ ? (-)                                           | Giselbert van Luxemburg (1007-1059) ∞ ? (-) | Giselbert van Luxemburg (1007-1059) ∞ ? (-) | Giselbert van Luxemburg (1007-1059) ∞ ? (-) | Giselbert van Luxemburg (1007-1059) ∞ ? (-) |
| Koenraad I van Luxemburg (1040–1086)    |                                                                                       |                                                                                       |                                                                                       |                                                                                       |                                             |                                             |                                             |                                             |